# San Diego, delstaten Mexiko
San Diego, även Ranchería de San Diego och Ciénega de San Diego, är en ort i Mexiko, tillhörande kommunen Almoloya de Juárez i den västra delen av delstaten Mexiko, i den centrala delen av landet. Orten hade 213 invånare vid folkräkningen 2010.